# Helena Duninówna
Helena Duninówna, także Helena Szpot-Duninówna (ur. 14 kwietnia 1888 w Warszawie, zm. 12 listopada 1971 w Łodzi) – pisarka książek dla dzieci oraz książek wspomnieniowo-eseistycznych, poetka, nauczycielka i działaczka oświatowa

## Życiorys

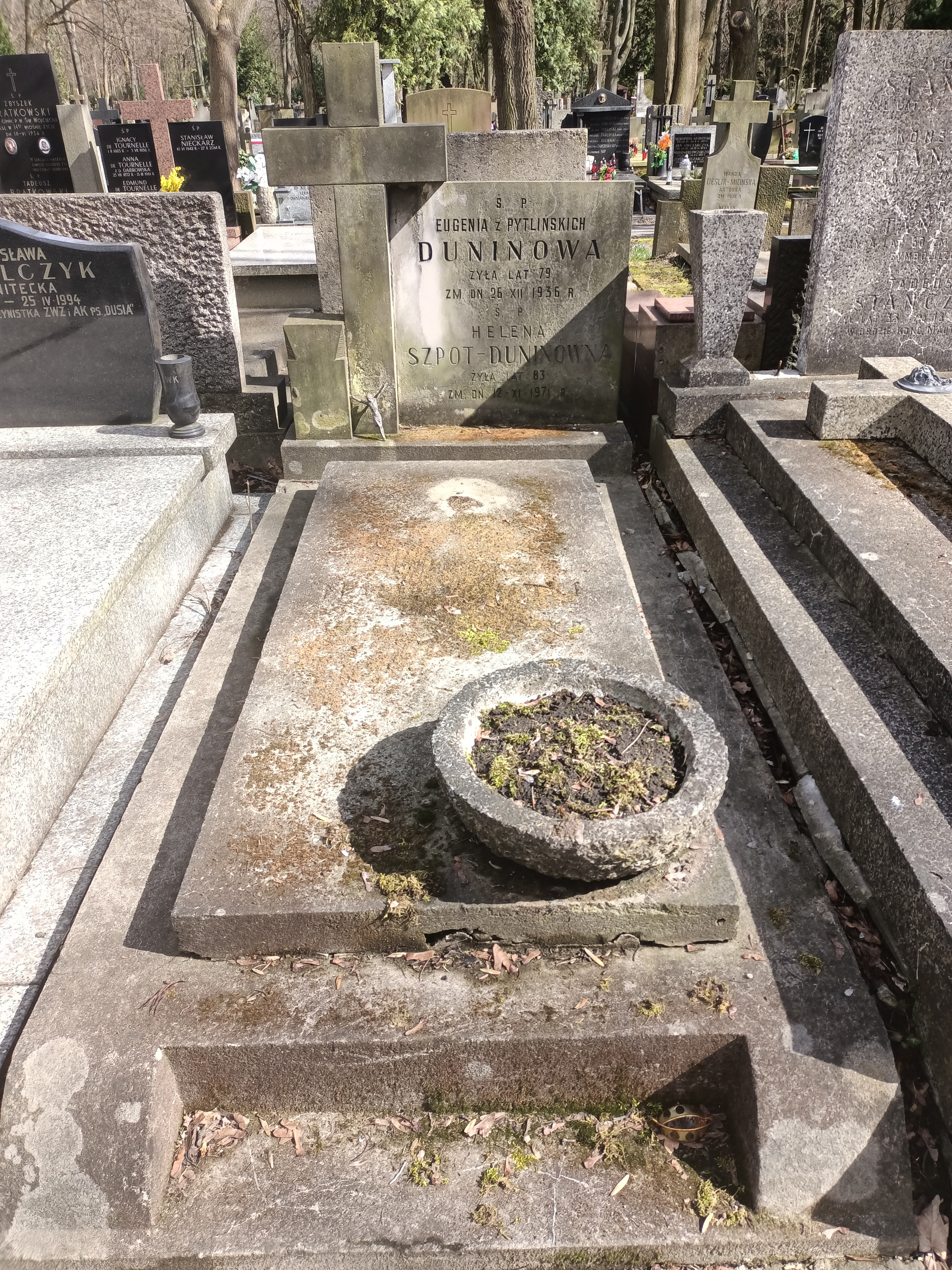
Grób Heleny Szpot-Dunin na Cmentarzu Powązkowskim.

Duninówna urodziła się i spędziła młodość w Warszawie, gdzie mieszkała w lewym skrzydle Pałacu Błękitnego. W młodości pobierała prywatne lekcje u Ignacego Chrzanowskiego, uczyła się w prywatnej szkole żeńskiej Jadwigi Sikorskiej, a ponadto w szkole muzycznej, planując pracę w operze warszawskiej. Duninówna ukończyła studia na Wydziale Humanistycznym Uniwersytetu Jagiellońskiego w Krakowie, a także polonistykę na Uniwersytecie Warszawskim.
I wojnę światową spędziła w Moskwie, gdzie przebywała w związku ze służbowym przeniesieniem swojego ojca. Tam poprzez swojego brata Mieczysława, poznała m.in. Witkacego, z którym jej brat miał się przyjaźnić. W Moskwie w 1916 wydała swoją pierwszą książkę dla dzieci pt. Lwica. Powróciwszy z Rosji podjęła pracę jako nauczycielka literatury w Warszawie na pensji Anny Jakubowskiej. Podczas II wojny światowej uczestniczyła w tajnym nauczaniu. W 1945 przyjechała do Łodzi, w której pozostała do śmierci. Tam mieszkała w Domu Literatów, jednocześnie działając w Spółdzielni Wydawniczej „Czytelnik”, gdzie prowadziła referat Żywego Słowa i Muzyki oraz Towarzystwie Wiedzy Powszechnej. Z czasem pracowała również jako bibliotekarka w Wojewódzkiej Bibliotece Publicznej w Łodzi.
Publikowała książki dla dzieci i młodzieży, opowiadania i utwory poetyckie, a także książki poświęcone swoim wspomnieniom, w tym m.in. wśród artystów w Moskwie.

### Życie prywatne
Helena Duninówna była córką prawnika Karola Dunina i nauczycielki Eugenii z domu Pytlińskiej, a także bratanicą lekarza – Teodora Dunina. Jej mężem był aktor – Tadeusz Małuszyński (zm. 1973).
Miała jednego brata – Mieczysława Dunina, z którym mieszkała w Domu Literatów w Łodzi. Została pochowana na cmentarzu Powązkowskim w Warszawie w grobie swojej matki.

## Odznaczenia
- Honorowa Odznaka Miasta Łodzi (1969),
- Złoty Krzyż Zasługi (1957)[13][12].

## Publikacje
- Agencja Antymasońska: biuletyn (Warszawa 1938)[14]
- Aneczka (Moskwa 1918)[15]
- Ania wszystko potrafi! (Warszawa 1936)[16]
- Bajki polskie (Moskwa 1917)[17]
- Boks i Kizia (Moskwa 1918)[18]
- Boże Narodzenie (Warszawa 1927)[19]
- Ci, których znałam (Łódź 1957)[20]
- Dziennik / Maria Baszkircew (Warszawa 1967, współautor Maria Baszkircew)[21]
- Gawędy o dawnej Łodzi (Łódź 1958)[22]
- Historia siedemnastu lalek (Warszawa 1928)[23]
- Historja misia (Moskwa 1918)[24]
- Jadwiga królowa Polski: opowieść. (Warszawa 1933)[25]
- Klasówka (Warszawa 1930)[26]
- Kobieto, puchu marny (Łódź 1965)[27]
- Kocham się, Polsko: chór mieszany (Poznań 1938, współautor: Konrad Rozynek)[28]
- Koleżanki (Warszawa 1929)[29]
- Kwiaty wśród dymów: gawędy o dawnej Łodzi (Łódź 1969, współautor: Wacław Kondek)[30]
- Ludzie i rzeczy (Łódź 1968)[31]
- Lwica (Moskwa 1916)
- Na obczyźnie (Warszawa 1923)[32]
- Na skraju lasu: opowiadanie dla młodzieży (Poznań 1926)[33]
- Na wieczór swego życia przyjdź z własną lampą (Łódź 1971)[34]
- Niespodzianki warszawskie (Warszawa 1956)[35]
- O czym mówiły jaskółki (Warszawa 1927)[36]
- Odeszło – żyje (Łódź 1961)[37]
- Opowieści lasu (Moskwa 1918)[38]
- Pierwszy bój: opowiadanie z czasów strajku szkolnego (Warszawa 1931)[39]
- Piosenki dla dzieci. Z towarzyszeniem fortepianu. (Warszawa 1933)[40]
- Pod srebrną falą (Poznań 1923)[41]
- Prawda czy bajka (Warszawa 1930)[42]
- Przyjaciele Jerzyka (Warszawa 1919)[43]
- Przyjaciółki (Warszawa 1932)[44]
- Styczniowy wieczór (Warszawa 1929)[45]
- Szkolne zwycięstwo Janki (Warszawa 1932)[46]
- Ulisia w Jaworzu (Warszawa 1930)[47]
- Warszawskie nowinki: 1815-1900 (Warszawa 1970)[48]
- Zima (Moskwa 1918)[49]
- Zwierzyniec Antosia i Madzi (Warszawa 1933)[50]
- Żywe portrety (Warszawa 1929)[45]
- Diabelski most
- Dziwna historia
- Dzwony Rzymu
- Jaś i Janek
- Kopciuszek
- Małe i duże zmartwienia
- O Jurasiu i wiedźmie
- Przygoda Bobusia
- Sześć bajeczek
- Tomcio Paluszek
- Zajęcza dola[51]